# إيرني ريتشاردسون (لاعب الكرلنغ)
إيرني ريتشاردسون (بالإنجليزية: Ernie Richardson)‏ (و. 1931  م) هو لاعب كيرلنغ كندي.

## جوائز
حصل على جوائز منها:
- نيشان كندا من رتبة عضو.

## روابط خارجية
- إيرني ريتشاردسون على موقع الاتحاد الدولي للكرلنغ (الإنجليزية)
- إيرني ريتشاردسون على موقع قاعة كندا للمشاهير الرياضية (الإنجليزية)